# 李鎔
李 鎔（イ・ヨン、1986年12月24日 - ）は、大韓民国・ソウル特別市出身のサッカー選手。Kリーグ1・全北現代モータース所属。サッカー韓国代表。ポジションはディフェンダー。

## 経歴

### クラブ
2010年シーズンに蔚山現代に入団した。当時の右サイドバックのレギュラーだった呉範錫が代表戦で外れた際にデビュー。シーズン終了までに19試合に出場した。 2011年シーズン開幕前、呉が水原三星ブルーウィングスに移籍し、空いたポジションを新加入の宋鐘國と争った。シーズン中盤、宋が天津泰達足球倶楽部に移籍した後、レギュラーの座を獲得した。その後、チームの主力として活躍しており、2011年Kリーグカップ優勝、2011 Kリーグ準優勝、AFCチャンピオンズリーグ2012優勝、2013 Kリーグクラシック準優勝に貢献した。 2013年シーズン後、2013 Kリーグクラシックベスト11のDF部門に選ばれた。
2014年シーズン終了後、兵役のため尚州尚武に移籍。2015年シーズンはKリーグクラシック昇格に多大な貢献をし、2015 Kリーグチャレンジベスト11のDF部門に選ばれた。2016年シーズン前に、尚州尚武の新キャプテンに選ばれた。
2016年9月14日、兵役終了により前所属チームである蔚山に復帰した。
2016年シーズン終了後、全北現代に移籍。

### 代表
2013年7月24日、東アジアカップ2013・中国戦で韓国代表デビュー。
2014 FIFAワールドカップではグループステージ全3試合（ロシア、アルジェリア、ベルギー）でフル出場した。

## エピソード
2016年4月3日、朴珍鋪、金永根、金聖埈、チョ永哲と一緒に外出した際にスリを捕まえ、4月9日に韓国警察から感謝状が贈られた。

## 代表歴

### 出場大会
- 韓国代表
  - 2014 FIFAワールドカップ
  - 2018 FIFAワールドカップ

### 試合数
- 国際Aマッチ 57試合 0得点（2013年-2022年）[4]

| 韓国代表 | 国際Aマッチ | 国際Aマッチ |
| 年       | 出場        | 得点        |
| -------- | ----------- | ----------- |
| 2013     | 7           | 0           |
| 2014     | 11          | 0           |
| 2015     | 0           | 0           |
| 2016     | 3           | 0           |
| 2017     | 1           | 0           |
| 2018     | 16          | 0           |
| 2019     | 7           | 0           |
| 2020     | 0           | 0           |
| 2021     | 8           | 0           |
| 2022     | 4           | 0           |
| 通算     | 57          | 0           |

## タイトル

### クラブ
全北現代
- 韓国リーグカップ (1): 2011
- AFCチャンピオンズリーグ (1): 2012

尚州尚武
- Kリーグチャレンジ (1): 2015

全北現代
- Kリーグクラシック (1): 2017

### 個人
- Kリーグクラシック年間ベスト11 : 2013
- Kリーグチャレンジ年間ベスト11 : 2015